# Благой Бочварски
Благой Бочварски (на македонска литературна норма: Благој Бочварски) е политик от Северна Македония, министър на транспорта и връзките от 30 август 2020 г.

## Биография
Роден е на 9 януари 1985 година в град Щип, който тогава е в Социалистическа федеративна република Югославия.

### Образование и професионален път
В Щип завършва основното и средното си образование. След това учи в Архитектурния факултет на Скопския университет като инженер-архитект. През 2011 г. започва работа в строителната компания „Пелагония-Инженеринг“ в Щип. Първоначално е професионален сътрудник, а след това става член на Камарата на инженерите и архитектите и получава право да проектира и изгражда сгради.

### Политическа кариера
От 2014 година е председател на комисията за транспорт и връзки на СДСМ. Депутат в Събранието на Северна Македония от 2016 до 3 ноември 2017 година, когато печели изборите за кмет на град Щип. В периода 3 ноември 2017 – 31 август 2020 година е кмет на града. Член е на Управителния съвет на Асоциацията на звената за местно самоуправление на Република Северна Македония (ЗЕЛС). Там е избран за председател на комисията по урбанизъм. Между 2017 и 2019 година е подпредседател ан СДСМ. От 2019 година е председател на Източния планов регион. На 30 август 2020 година е избран за министър на транспорта и връзките на Северна Македония.